# عيد الرمان
عيد الرمان (بالأذرية: Nar bayramı) – هي احتفال العيد على أراضي أذربيجان في شهر نوفمبر، خاصة أثناء حصاد رمان في منطقة غويتشاي.
ادرج «عيد الرمان، مهرجان الرمان التقليدي وثقافته» في القائمة التمثيلية للتراث الثقافي غير المادي لليونسكو في 16 ديسمبر 2020.

## التاريخ
إنعقد عيد الرمان للمرة الأولى في 3 نوفمبر عام 2006 بمبادرة مشتركة من الوزارة الثقافة والسلطة التنفيذية لمنطقة غويتشاي.
شارك في المهرجان الحدث العديد من السفراء الأجانب وفضلاً عن رجال الأعمال من عصل منطقة غويتشاي الذين يعيشون خارج البلاد.

## مهرجان الرمان
يتم إحضار أنواع من الرمان الناضجة في قرى غويتشاي والمنتجات منه إلى مركز المدينة وعرض في المعرض الذي نظمت في ميدان المدينة. كما يقام برنامج للحفلات الموسيقية.
الهدف الرئيسي من تنظيم المهرجانات هو تعزيز المناطق وإظهار الإمكانات الثقافية والاقتصادية، وتنمية السياحة.
كان أذربيجان معروفة دوماً بإنتاجها من الرمان، كما يتم زراعة الرمان في جميع مناطق تقريبًا لأذربيجان.
اشتهر الرمان غويتشاي في جميع أنحاء العالم. خاصة تستخدم من الرمان المزروعة في غويتشاي في إنتاج العصير.
ولكن تعتبر منطقة شيرفان الواقعة في مناطق شبه استوائية القاحلة مركزًا لزراعة أفضل أنواع الرمان.
انعقد الاجتماع الخامس عشر للجنة الحكومية المعنية بحماية التراث الثقافي غير المادي لليونسكو في 16 ديسمبر 2020.
تم تبني قرار عن ادراج وثيقة «عيد الرمان، مهرجان الرمان التقليدي وثقافته» التي رشحتها أذربيجان في القائمة التمثيلية للتراث الثقافي غير المادي لليونسكو.